# Agustín Cosso
Agustín Remigio Cosso (né le 10 septembre 1909 à Junín en Argentine et mort en 1976 dans la même ville) est un joueur de football international argentin qui évoluait au poste d'attaquant, avant de devenir ensuite entraîneur.

## Biographie

### Carrière de joueur

#### Carrière en club
Il marque 95 buts avec le Vélez Sársfield, 20 avec Flamengo, 34 avec le San Lorenzo de Almagro, et 15 avec le CA Banfield.
Il inscrit 33 buts dans le championnat d'Argentine en 1934 puis réussit la même performance en 1935.

#### Carrière en sélection
Il reçoit deux sélections en équipe d'Argentine entre 1936 et 1938, inscrivant un but.

## Palmarès
Vélez Sársfield
- Championnat d'Argentine :
  - Meilleur buteur : 1935 (33 buts).